# Liga Puerto Rico
La Liga Puerto Rico (LPR) és la màxima competició de Puerto Rico de futbol. És organitzada per la Federación Puertorriqueña de Fútbol des de l'agost de 2018.
La competició també organitza una lliga femenina, el Superior Femenino de la Liga Puerto Rico.

## Historial
Font:
| Temporada  | Campió                                               | Resultat                                             | Finalista                                            |
| ---------- | ---------------------------------------------------- | ---------------------------------------------------- | ---------------------------------------------------- |
| 2018-19    | Metropolitan FA (1)                                  | 0-0 [pr, 4-1 pen]                                    | Bayamón FC                                           |
| 2019-20    | Campionat cancel·lat per la pandèmia de la COVID-19. | Campionat cancel·lat per la pandèmia de la COVID-19. | Campionat cancel·lat per la pandèmia de la COVID-19. |
| 2020-21    | Campionat cancel·lat per la pandèmia de la COVID-19. | Campionat cancel·lat per la pandèmia de la COVID-19. | Campionat cancel·lat per la pandèmia de la COVID-19. |
| 2021       | Bayamon FC (1)                                       | 2-1                                                  | Metropolitan FA                                      |
| 2022       | Metropolitan FA (2)                                  | 5-0                                                  | Puerto Rico Sol FC                                   |
| 2022-23 Ap | Metropolitan FA (3)                                  | 1-1 (pr., 4-3 pen)                                   | Puerto Rico Sol FC                                   |
| 2022-23 Cl | Metropolitan FA (4)                                  | 2-1                                                  | Academia Quintana FC                                 |

## Equips participants
Equips masculins
- Metropolitan FA
- Caguas Sporting FC
- FC Mayagüez
- Guayama FC
- Don Bosco FC
- Guaynabo Gol SC
- Puerto Rico Bayamón
- Mirabelli SA

Equips femenins
- Puerto Rico Bayamón
- Aguilas de Añasco
- Puerto Rico Sol
- Leal Arecibo
- Guaynabo Gol SC
- Challengers SC
- Mirabelli SA
- Metropolitan FA
- Valencianas Club Balompie Junqueño
- SPADI